# NGC 4351
NGC 4351 este o galaxie spirală situată în constelația Fecioara. A fost descoperită în 19 mai 1863 de către Heinrich Louis d'Arrest. Se află la o distanță de 16,7 megaparseci de Pământ.